# Sillaginidae

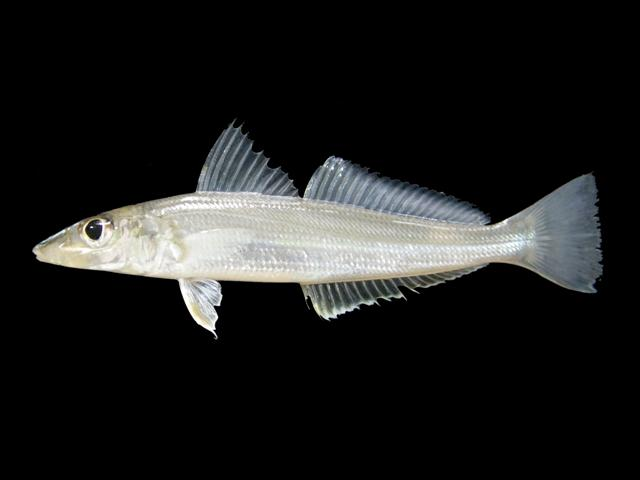
Sillago sihama

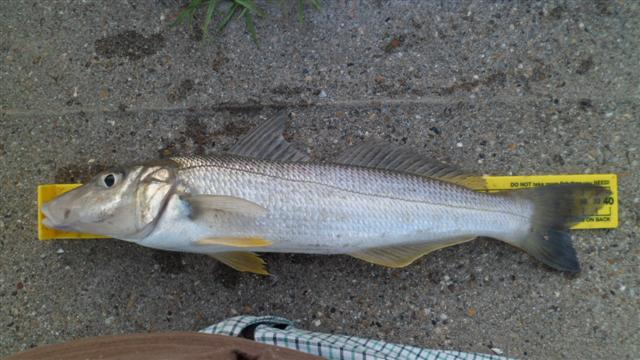
Sillago ciliata

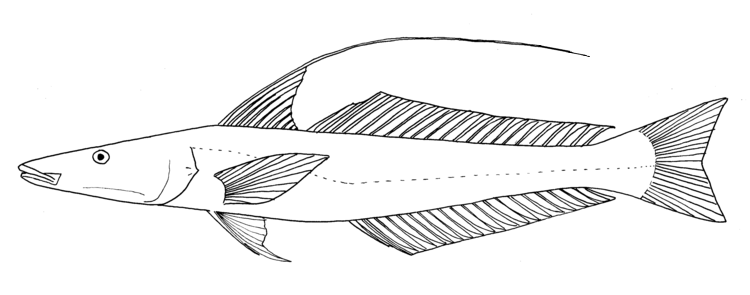
Sillaginopsis panijus

I Sillaginidae (Sillaginidi) sono una famiglia di pesci ossei marini e d'acqua salmastra dell'ordine Perciformes.

## Distribuzione e habitat
Questa famiglia è endemica del nord delle zone tropicali e subtropicali dell'Oceano Indiano (compreso il mar Rosso) e dell'oceano Pacifico occidentale. La specie Sillago sihama è comune nel mar Mediterraneo sudorientale dove è penetrata negli anni settanta dal mar Rosso attraverso il canale di Suez (migrazione lessepsiana).
Sono pesci strettamente costieri che popolano soprattutto fondi molli di sabbia e fango (poche specie si trovano anche nei pressi delle barriere coralline). Alcune specie sono eurialine e si possono trovare all'interno di foci, lagune e altri ambienti ad acqua salmastra.

## Descrizione
Questi pesci sono caratteristici per il corpo allungato e la bocca molto appuntita, piccola. Le pinne dorsali sono due, contigue, la prima con raggi spinosi di lunghezza decrescente, la seconda, più lunga, con raggi molli. La pinna anale è piuttosto lunga..
La colorazione è fondamentalmente argentea, con fasce e macchie scure in alcune specie.
La taglia media è di qualche decina di centimetri, la massima è raggiunta da Sillaginodes punctatus e si aggira attorno ai 72 cm.

## Pesca
Questi pesci rivestono una notevole importanza per la pesca professionale. Le carni sono ottime.

## Specie
- Genere Sillaginodes
  - Sillaginodes punctatus
- Genere Sillaginopsis
  - Sillaginopsis panijus
- Genere Sillago
  - Sillago aeolus
  - Sillago analis
  - Sillago arabica
  - Sillago argentifasciata
  - Sillago asiatica
  - Sillago attenuata
  - Sillago bassensis
  - Sillago boutani
  - Sillago burrus
  - Sillago caudicula
  - Sillago chondropus
  - Sillago ciliata
  - Sillago flindersi
  - Sillago indica
  - Sillago ingenuua
  - Sillago intermedius
  - Sillago japonica
  - Sillago lutea
  - Sillago macrolepis
  - Sillago maculata
  - Sillago megacephalus
  - Sillago microps
  - Sillago nierstraszi
  - Sillago parvisquamis
  - Sillago robusta
  - Sillago schomburgkii
  - Sillago sihama
  - Sillago sinica
  - Sillago soringa
  - Sillago vincenti
  - Sillago vittata[4]